# Dicranomyia transsilvanica
Dicranomyia transsilvanica är en tvåvingeart som beskrevs av Paul Lackschewitz 1928. Dicranomyia transsilvanica ingår i släktet Dicranomyia och familjen småharkrankar. Inga underarter finns listade i Catalogue of Life.